# Hipposideros pygmaeus
Hipposideros pygmaeus (Waterhouse, 1843) è un pipistrello della famiglia degli Ipposideridi endemico delle Filippine.

## Descrizione

### Dimensioni
Pipistrello di piccole dimensioni, con la lunghezza totale tra 57 e 73 mm, la lunghezza dell'avambraccio tra 37 e 41 mm, la lunghezza della coda tra 18 e 27 mm, la lunghezza del piede tra 6 e 8 mm, la lunghezza delle orecchie tra 11 e 15 mm e un peso fino a 5,4 g.

### Aspetto
Le parti dorsali sono marroni scure con la base dei peli bianco-crema, mentre le parti ventrali sono marroni con la base dei peli più scura. Le orecchie sono triangolari, molto larghe alla base e con una concavità sul bordo posteriore appena sotto l'estremità appuntita. La foglia nasale è grande, copre completamente il muso ed ha due fogliette laterali supplementari, le più interne delle quali sono unite tra loro fino alla base, un setto inter-nariale piccolo e ridotto mentre sono presenti due linguette ben sviluppate intorno alle narici, una porzione intermedia rigonfia, una porzione posteriore alta, sottile, con il margine superiore semicircolare e con tre setti che la dividono in quattro piccole ma profonde celle. Nei maschi è presente una sacca golare. La coda è lunga e si estende leggermente oltre l'ampio uropatagio. Il primo premolare superiore è piccolo e situato fuori la linea alveolare.

## Biologia

### Comportamento
si rifugia all'interno di grotte.

### Alimentazione
Si nutre di insetti.

### Riproduzione
Femmine gravide con un solo embrione sono state catturate nel mese di maggio.

## Distribuzione e habitat
Questa specie è diffusa sulle isole filippine di Bohol, Cebu, Luzon, Marinduque, Mindanao, Negros, Panay, Polillo e Samar.
Vive nelle foreste secondarie fino a 200 metri di altitudine.

## Conservazione
La IUCN Red List, considerato il vasto areale, la popolazione presumibilmente numerosa e la tolleranza alle modifiche ambientali, classifica H.pygmaeus come specie a rischio minimo (Least Concern)).